# Mussaenda gossweileri
Mussaenda gossweileri är en måreväxtart som beskrevs av Herbert Fuller Wernham. Mussaenda gossweileri ingår i släktet Mussaenda och familjen måreväxter. Inga underarter finns listade i Catalogue of Life.